# Linares del Acebo
Linares del Acebo (en asturiano y oficialmente: Ḷḷinares) es una parroquia del concejo de Cangas del Narcea, en el Principado de Asturias, España. 

## Entidades de población
El término de la parroquia está formado por el Santuario de Nuestra Señora del Acebo y las aldeas de Linares (Ḷḷinares), Bornazal, Brañameana (Brendimiana en asturiano), El Cabanal y Castil del Moure (Castilmoure).